# Tunge, mørke natteskyer
"Tunge, mørke natteskyer" er en dansk sang med tekst af Jakob Knudsen og musik af Carl Nielsen.
Sangen er en aftensalme og findes i Den Danske Salmebog og Højskolesangbogen.

## Tekst
Jakob Knudsen skrev digtet i 1890,
og den havde oprindeligt titlen "Aftenvers".
Efter en lokal anekdote skabte Knudsen salmen under en natlig køretur hjem til Mellerup fra et menighedsmøde i Tørring i efteråret 1890. Da havde han ifølge karlen der kørte ham hjem siddet tavs og indesluttet.
Knudsen nedskrev sangen den 12. november 1890 på bagsiden af manuskriptet til skuespillet Cromwells Datter.
Få uger senere skrev han morgensalmen Se, nu stiger solen.
Det strofiske digt har 5 strofer af hver 8 verselinjer.
Der er krydsrimet efter skemaet er aBaBcDcD.
Første vers lyder:
Tunge, mørke natteskyer

op ad himlen drager,

hjem til skovs af marken fly’er

hist de sorte krager.

Skumringen sig breder ud,

det er mørkt omsider, –

vær os nær, du kære Gud,

medens natten lider.
I andet strofe skiftes fra første strofes første person flertal ("vær os nær") til første person ental ("Vær mig nær").
Vær mig nær, thi uden dig

ensomhed mig truer,

vær mig nær, thi uden dig

jeg for mørket gruer.

Hold mig med din faderhånd,

så jeg dig fornemmer,

fri mig ud af mørkets bånd,

så min frygt jeg glemmer.
Jørgen Kjærgaard kategoriserer sangen som en ekspressiv trøstesalme.

## Musik

### C.E.F. Weyse
Digtet var oprindeligt skrevet til C.E.F. Weyses melodi Til vor lille gerning ud.
Denne komposition indgik i musikhæftet Syv aftensange fra 1838 der indeholdt B.S. Ingemann og Weyes aftensange,
og som nu indgår i Kulturkanonen fra 2006.
Weyses komposition er blevet kaldt "en glad melodi, som slet ikke passer til stemningen i ordene".

### Carl Nielsen
Carl Nielsens komposition er fra 1917,
samme år som Jakob Knudsen døde.
Det var også samme år som anden samling af Carl Nielsen og Thomas Laubs sangbog En snes danske viser udkom.
Nielsen komposition har klart fortrængt Weyses melodi.
Tempoet er angivet til "Stille, ikke for langsomt" og i 6/8-takt.
Toneomfanget er en oktav.
Mogens Christensen analyserer melodien til at bestå af fire lange perioder à fire takter der opdeles i to mindre dele à 2 takter.
De fire perioder har samme rytmiske opbygning dog hvor den sidste periodes toner bliver forlænget til to takter.
Melodien bevæger sig for det meste trinvist i sekunder og tertser med en tendens i nedadgående retning.
Mellem perioderne er der konsekvente opadgående kvartspring.
Om tonearten er der forskellig mening.
Mogens Christensen kalder melodien "harmonisk ubestemmelig", uden ledetone og at den har "et kirketonalt og fritonalt anstrøg".
Højskolesangbogens kommentarer angiver at der er tale om kirketonearten dorisk, men medgiver dog at den slutter i dur.
Nielsens komposition fra 1917 er arrangeret med melodistemme og klaverledsagelse med d-mol ved melodiens begyndelse.
Klaverets højre hånd har et nedadgående arpeggio med ottendedelsnoder.
Til Folkehøjskolens melodibog ændrede Carl Nielsen på klaverarrangementet.
I nyere sangbøger er sangen transponeret ned en stor sekund så begyndelsestonen bliver et g.
Mogens Christensen skriver om melodiens karakter: "Længden og manglen på rå gentagelser går melodien indadvendt"
og at den forsænkede tone (bes) i takt 12 kaster "et lidt vemodigt skær over den".
En anden karakteristik har kaldt melodien blød og varm.
I Carl Nielsens værkfortegnelse har Tunge, mørke natteskyer nummeret CNW 250.

### Andre melodier
Poul Raaby har skrevet en ny melodi til Knudsens digt.
Til Aarhus Teaters teaterkoncert Lyden af de skuldre vi står på fra 2017 og 2020 kom der ny melodi til digtet.
Det var Simon Kvamm og Marie Højlund der stod for denne nye elektroniske version.

## Udgivelser
Jakobs Knudsens digt blev først udgivet i tidsskriftet Tidens Strøm i december 1890.
Carl Nielsens komposition udkom første gang i Højskolebladet i 1917.
Fire år senere i december 1921 udkom den i samlingen Tyve folkelige Melodier.
Kompositionen kom med Folkehøjskolens Melodibogs udgaver fra 1922, 1923 og 1928.
I Carl Nielsen Udgaven er den originale komposition udgivet i serie III bind 4 som omfatter vokalmusik, mens det revidererede arrangement er udgivet i serie III bind 5.
I Højskolesangbogens 19. udgave er den nummer 579.
Tunge, mørke natteskyer blev sammen med Se, nu stiger solen optaget i den autoriserede salmebog i 1953.
Nu er Tunge, mørke natteskyer nummer 785 og under afsnittet Menneskelivet - Aften.
I 555 Sange er den nummer 331 under afsnittet "Aften". Her er den uden becifring og transponeret ned så melodiens begyndelsestone er g.
I Wilhelm Hansens blå sangbog findes den under afsnittet "Dag og nat", — også transponeret så begyndelsestonen er et g. Her er der becifring, men den adskiller sig fra becifringen i Folkehøjskolens Melodibog.
Edition S har udgivet Phillip Fabers 2012-arrangement for pigekor,
mens Edition Wilhelm Hansen har udgivet Michael Bojesens arrangement for SATB-kor i 2015.

## Opførsler og indspilninger
Den første opførsel af Tunge, mørke natteskyer har muligvis været i Odd Fellow Palæet i København den 23. oktober 1923, hvor Nora Elé sang akkompagneret af Mogens Wöldike på klaver.
To yderligere opførsler af Nora Elé er registret, begge i 1925.
I 1927 sang Agnete Bardenfleth den i Fåborg.
Pia Raug og Steve Dobrogosz' version forekommer på deres album Håbet udgivet i 1991.
Ars Nova har indspillet sangen til albummet The Unknown Carl Nielsen.
En opgørelse fra 2012 indenfor jazz-repertoiret fandt at Tunge, mørke natteskyer var blandt de 6 mest indspillede sange af Carl Nielsen:
Erik Grip på hans album Carl Nielsen - og en enkelt anden fra 1997,
Morten Øberg og Bent Lundgaards Fjerne ruder fra 2002,
Thomas Fryland Sekstet på deres album Metamorfoser vol. 1. Salmer og sange fra 2004,
DR Big Band på Dansk Stereo fra 2005,
Etta Cameron på hendes album Fra den danske salmebog også fra 2005,
Carl Nielsen Jazz Trios Tak for sangen, Carl fra 2008 og
Tyst på I underværkers land fra 2010.
Den Danske Salmeduos udgave fra 2005 med Christian Vuust og Hans Esbjerg blev af en anmelder kaldt "en ren perle".
Pianisten Michael Sunding og bassisten Mads Vindings indspilning af sangen i 2015 er filmet.
Fra samme år og tv-programmet Dagens Sang stammer en musikvideo med DR Pigekoret dirigeret af Phillip Faber og med Henrik Dam Thomsen på cello optaget ved Unionkul-kranen i Københavns Havn.
I DR's tv-programserie Morgensang sang Katinka sangen den 31. maj 2020 akkompagneret af Phillip Faber.
Et Phillip Faber-arrangement til Katinka, DR Pigekoret og strygere blev skabt til DR's tv-serie Grænselandet.